# 狼毒属
狼毒属（学名：Stellera）是瑞香科下的一个属，为多年生草本或灌木植物。该属共有6种，分布于亚洲温带地区。